# Stade du Pont d'Ougrée
Le stade du Pont d’Ougrée est un ancien stade de football qui se trouvait dans la commune d’Ougrée à la périphérie de Liège dans la Province de Liège en Belgique. 
Situé de l’autre côté de la Meuse, par rapport au Stade de Sclessin, le stade du Pont d’Ougrée a été l’antre du R. Tilleur FC, matricule 21 du football belge.

## Histoire
Comme son nom l’indique, ce stade se trouvait à proximité du Pont d'Ougrée. L’enceinte a été inaugurée en 1926 après la montée de Tilleur en Division d’Honneur pour la première fois lors de la saison 1925-1926, ce qui n'a pas empêché la rencontre internationale Belgique-Autriche de s'y dérouler en décembre 1925.
Au sortir de la Seconde Guerre mondiale, gravement endommagé par des bombardements alliés qui visaient les usines voisines, le stade est inutilisable. Pendant plusieurs mois, Tilleur trouve asile au Standard, pendant la durée des réparations, puis revient au stade du Pont d’Ougrée. 
Le site dont il ne subsiste plus aucune trace, et aussi très peu d’archives, disparaît définitivement sous les bulldozers en 1960 en raison des travaux d’agrandissement des usines Cockerill. À ce moment, le club de Tilleur déménage vers le stade de Buraufosse.

## Matchs internationaux
Le stade du Pont d’Ougrée a accueilli deux rencontres des Diables Rouges.
|   | Dates            | Raisons | Équipe 1 | Équipe 2 | Score | Remarques                                                                 |
| - | ---------------- | ------- | -------- | -------- | ----- | ------------------------------------------------------------------------- |
| 1 | 13 décembre 1925 | Amical  | Belgique | Autriche | 3-4   |                                                                           |
| 2 | 25 mai 1930      | Amical  | Belgique | France   | 1-2   | Avant-dernier match de préparation avant la 1re Coupe du monde en Uruguay |

### Sources et Liens externes
- Blogue consacré au R. FC Tilleur SG
- Site de la Fédération belge de football